# Conclave del 1592
Il conclave del 1592 venne convocato a seguito della morte del papa Innocenzo IX, avvenuta a Roma il 30 dicembre 1591.
Si svolse nella Cappella Paolina in Vaticano dal 10 al 30 gennaio e, dopo trentotto scrutini, venne eletto papa il cardinale Ippolito Aldobrandini, che assunse il nome di Clemente VIII. L'elezione venne annunciata dal cardinale protodiacono Andrea d'Austria.

## Situazione precedente
Papa Innocenzo IX morì il 30 dicembre 1591, dopo soli due mesi dal suo pontificato. Si trattava della quarta sede vacante in un anno e mezzo dalla morte di Sisto V, avvenuta il 27 agosto 1590. A lui erano poi succeduti Urbano VII (15 settembre - 27 settembre 1590), Gregorio XIV (5 dicembre 1590 - 16 ottobre 1591) e, appunto, Innocenzo IX (29 ottobre - 30 dicembre 1591), per cui il conclave papale del gennaio 1592 era il quarto in soli diciassette mesi. Una situazione simile non si era più verificata dal 1276-1277.
Il Sacro Collegio Cardinalizio era diviso in diverse fazioni:
- Filo-spagnola: sostenitori della Spagna di Filippo II. Capeggiata da Ludovico Madruzzo, era considerata la più forte. Il loro candidato era il cardinale di Santa Severina Giulio Antonio Santori, capo dell'Inquisizione romana;
- «Sistina», formata dai cardinali nominati da Sisto V. Il capo della corrente, Alessandro Peretti de Montalto, cardinal nepote di Sisto e vicecancelliere della Chiesa, appoggiò Santori ma solo come manovra tattica, poiché il suo vero candidato era Aldobrandini[1].
- un terzo gruppo di cardinali era legato ai circoli di Gregorio XIII e Pio IV e i loro leader erano Sforza, Hohenems e Marco Antonio Colonna. Questo numeroso gruppo si oppose apertamente a Santori. Poiché nei due conclavi precedenti avevano vinto i candidati sostenuti dalla Spagna, si pensava generalmente che anche questa volta solo i papabili filo-spagnoli avessero qualche prospettiva di salire al Soglio pontificio.

Oltre a Santori, solo Madruzzo, Tolomeo Gallio, Paleotti, Marco Antonio Colonna e Aldobrandini erano graditi alla Spagna e sembrava chiaro che il nuovo Papa sarebbe stato uno di questi. La candidatura di Aldobrandini fu segretamente architettata dal Granduca di Toscana Ferdinando I, alleato dei francesi, e Filippo II ne rimase all'oscuro.

## Svolgimento
Il conclave iniziò il 10 gennaio 1592. La mattina successiva Madruzzo e Montalto, insieme ai loro aderenti, tentarono di eleggere Santori per acclamazione, ma il loro piano fallì a causa della forte opposizione di Hohenems e del suo partito. In seguito furono seguite le normali procedure di voto. Ogni giorno si svolse una votazione, con i seguenti risultati:
- 11 gennaio – Santori – 28, Aldobrandini - 11
- 12 gennaio – Santori – 23, Aldobrandini - 18
- 13 gennaio – Santori – 23, Aldobrandini - 18
- 14 gennaio – Santori – 24, Aldobrandini - 9
- 15 gennaio – Santori – 21, Aldobrandini - 13
- 16 gennaio – Santori – 22, Aldobrandini - 13
- 17 gennaio – Santori – 23, Aldobrandini - 13
- 18 gennaio – ?
- 19 gennaio – Santori – 23, Aldobrandini - 12
- 20 gennaio – Santori – 22, Aldobrandini - 15
- 21 gennaio – Santori – 23, Aldobrandini - 17
- 22 gennaio – Santori – 23, Aldobrandini - 12
- 23 gennaio – Madruzzo – 21, Santori – 18
- 24 gennaio – Santori – 18, Aldobrandini e Madruzzo – 16 a testa
- 25 gennaio – Santori e Aldobrandini – 19 a testa
- 26 gennaio – Santori – 18, Madruzzo - 16
- 27 gennaio – Santori – 21, Madruzzo – 16
- 28 gennaio – Aldobrandini – 17, Santori e Madruzzo – 15 a testa
- 29 gennaio – Santori – 17, Aldobrandini – 16
- 30 gennaio – Aldobrandini all'unanimità

Santori ricevette il maggior numero di voti in quasi tutti gli scrutini, ma non riuscì ad ottenere la maggioranza richiesta dei due terzi e il sostegno nei suoi confronti diminuì gradualmente. Alla fine, il 29 gennaio, il cardinale Montalto decise di passare a sostenere la candidatura di Ippolito Aldobrandini e riuscì ad assicurargli un numero significativo di voti. Madruzzo accettò allora che l'opposizione contro di lui era troppo forte e pensò anch'egli che Aldobrandini fosse, tutto sommato, più accettabile di Santori. Questo fu il momento decisivo di questo conclave.
Il 30 gennaio 1592 il cardinale Ippolito Aldobrandini fu eletto all'unanimità al papato e prese il nome di Clemente VIII. Il 2 febbraio fu consacrato all'episcopato dal cardinale Alfonso Gesualdo, vescovo di Ostia e Velletri e decano del Collegio cardinalizio. Sette giorni dopo fu incoronato solennemente da Francesco Sforza di Santa Fiora, diacono di Santa Maria in Via Lata. Egli, contrariamente ai suoi immediati predecessori, rimase in carica per un lungo periodo di tempo: 13 anni.

## Composizione del Sacro Collegio

### Cardinali presenti in conclave
| Nome                                           | Paese                                | Titolo | Ruolo | Nascita    | Concistoro |
| ---------------------------------------------- | ------------------------------------ | --- | --- | ---------- | ---------- |
| Alfonso Gesualdo                               | Regno di Napoli                      | Cardinale vescovo di Ostia e Velletri                                                                           | Decano del Sacro Collegio; Prefetto della Congregazione dei Riti                                                                                          | 20/10/1540 | 26/02/1561 |
| Alessandro Damasceni Peretti                   | Stato Pontificio                     | Cardinale presbitero di San Lorenzo in Damaso                                                                   | Vice-Cancelliere di Santa Romana Chiesa | 1571       | 13/05/1585 |
| Girolamo Bernerio, O.P.                        | Ducato di Ferrara                    | Cardinale presbitero di Santa Maria sopra Minerva                                                               | Vescovo di Ascoli Piceno | 14/11/1540 | 16/11/1586 |
| Markus Sittich von Hohenems                    | Sacro Romano Impero                  | Cardinale presbitero di Santa Maria in Trastevere                                                               | Principe-Vescovo di Costanza; Arciprete della Basilica di San Giovanni in Laterano                                                                        | 19/08/1533 | 26/02/1561 |
| Domenico Pinelli                               | Repubblica di Genova                 | Cardinale presbitero di San Crisogono                                                                           | Arciprete della Basilica Liberiana di Santa Maria Maggiore; Prefetto della Congregazione della Sacra Consulta; Legato apostolico di Perugia e dell'Umbria | 21/10/1541 | 18/12/1585 |
| Antonio Maria Gallo                            | Stato Pontificio                     | Cardinale presbitero di Sant'Agnese in Agone                                                                    | Vescovo di Osimo, Protettore del Santuario della Santa Casa di Loreto                                                                                     | 18/10/1553 | 16/11/1586 |
| Ludovico Madruzzo                              | Principato vescovile di Trento       | Cardinale presbitero di San Lorenzo in Lucina                                                                   | Principe-Vescovo di Trento; Abate commendatario di Saint-Pierre-et-Saint-Paul de Luxeuil                                                                  | 1532       | 26/02/1561 |
| Innico d'Avalos d'Aragona                      | Regno di Napoli                      | Cardinale vescovo di Porto e Santa Rufina                                                                       | Governatore di Benevento; Sottodecano del Collegio Cardinalizio                                                                                           | 1536       | 26/02/1561 |
| Girolamo della Rovere                          | Ducato di Savoia                     | Cardinale presbitero di San Pietro in Vincoli                                                                   | Arcivescovo metropolita di Torino | 28/10/1530 | 16/11/1586 |
| Marcantonio Colonna                            | Stato Pontificio                     | Cardinale vescovo di Palestrina                                                                                 | Governatore di Campagna e Marittima; Prefetto della Congregazione dell'Indice dei Libri Proibiti; Abate commendatario emerito di Subiaco                  | 1523       | 12/03/1565 |
| Tolomeo Gallio                                 | Ducato di Milano                     | Cardinale vescovo di Frascati                                                                                   | Arcivescovo emerito di Manfredonia | 25/09/1527 | 12/03/1565 |
| Costanzo Torri                                 | Stato Pontificio                     | Cardinale presbitero dei San Pietro in Montorio                                                                 | Vescovo emerito di Vercelli | 04/10/1531 | 16/11/1586 |
| Antonio Maria Sauli                            | Repubblica di Genova                 | Cardinale presbitero dei Santi Vitale, Valeria, Gervasio e Protasio                                             | Arcivescovo metropolita di Genova | 1541       | 18/12/1587 |
| Enrico Caetani                                 | Stato Pontificio                     | Cardinale presbitero di Santa Pudenziana                                                                        | Camerlengo di Santa Romana Chiesa | 06/08/1550 | 18/12/1585 |
| Gabriele Paleotti                              | Stato Pontificio                     | Cardinale vescovo di Sabina                                                                                     | Arcivescovo metropolita di Bologna | 04/10/1522 | 12/03/1565 |
| Girolamo Simoncelli                            | Stato Pontificio                     | Cardinale presbitero di Santa Prisca                                                                            | Amministratore apostolico di Orvieto | 1522       | 22/12/1553 |
| Michele Bonelli, O.P.                          | Ducato di Savoia                     | Cardinale vescovo di Albano                                                                                     | Duca di Salci; Cardinale protettore dell'Almo Collegio Capranica                                                                                          | 25/11/1541 | 06/03/1566 |
| Girolamo Mattei                                | Stato Pontificio                     | Cardinale diacono e presbitero di Sant'Eustachio                                                                | Prefetto della Congregazione del Concilio; Abate commendatario di Nonantola                                                                               | 08/02/1547 | 16/11/1586 |
| Giulio Antonio Santori                         | Regno di Napoli                      | Cardinale presbitero di San Bartolomeo all'isola                                                                | Grande inquisitore della Congregazione della romana e universale inquisizione; Arcivescovo emerito di Santa Severina                                      | 06/06/1532 | 17/05/1570 |
| Giovanni Battista Castrucci                    | Repubblica di Lucca                  | Cardinale presbitero di Santa Maria in Ara Coeli                                                                | Arcivescovo metropolita di Chieti | 1541       | 18/12/1585 |
| Flaminio Piatti                                | Ducato di Milano                     | Cardinale diacono di Santa Maria in Domnica                                                                     | | 11/07/1552 | 06/03/1591 |
| Ippolito Aldobrandini                          | Stato Pontificio                     | Cardinale presbitero di San Pancrazio fuori le mura, eletto papa                                                | Datario di Sua Santità; Penitenziere Maggiore | 24/02/1536 | 18/12/1585 |
| Girolamo Rusticucci                            | Stato Pontificio                     | Cardinale presbitero di Santa Susanna                                                                           | Vicario generale di Sua Santità; Camerlengo del Collegio Cardinalizio                                                                                     | 15/01/1537 | 17/05/1570 |
| Nicolas de Pellevé                             | Regno di Francia                     | Cardinale presbitero di Santa Prassede                                                                          | Arcivescovo metropolita di Reims; Prefetto della Congregazione dei Vescovi e Regolari; Abate commendatario di Notre-Dame de Breteuil                      | 18/10/1515 | 17/05/1570 |
| Benedetto Giustiniani                          | Repubblica di Genova (Isola di Chio) | Cardinale presbitero di San Marcello                                                                            | Legato apostolico della Marca Anconitana | 05/06/1554 | 16/11/1586 |
| Ascanio Colonna                                | Stato Pontificio                     | Cardinale diacono e presbitero di Santa Maria in Cosmedin                                                       | Abate commendatario di Subiaco; Prefetto della Congregazione del Concilio; Arciprete della Basilica Liberiana di Santa Maria Maggiore                     | 27/04/1560 | 16/11/1586 |
| François de Joyeuse                            | Regno di Francia                     | Cardinale presbitero della Santissima Trinità al Monte Pincio                                                   | Arcivescovo metropolita di Tolosa; Abate commendatario di Marmoutier, di Saint-Sernin e di Saumur                                                         | 24/06/1562 | 12/12/1583 |
| William Allen                                  | Regno d'Inghilterra                  | Cardinale presbitero dei Santi Silvestro e Martino ai Monti                                                     | Bibliotecario di Santa Romana Chiesa | 1532       | 07/08/1587 |
| Andreas von Österreich                         | Sacro Romano Impero                  | Cardinale diacono di Santa Maria Nuova                                                                          | Cardinale protodiacono; Principe-vescovo di Costanza e di Bressanone; Governatore del Tirolo                                                              | 15/06/1558 | 05/07/1574 |
| Scipione Gonzaga                               | Ducato di Mantova                    | Cardinale presbitero di Santa Maria del Popolo                                                                  | Patriarca titolare di Gerusalemme | 11/11/1542 | 18/12/1587 |
| Pedro de Deza Manuel                           | Regno di Spagna                      | Cardinale presbitero di San Girolamo dei Croati                                                                 | Vicario generale emerito di Santiago di Compostela e Arcidiacono                                                                                          | 26/03/1520 | 21/02/1578 |
| Odoardo Farnese                                | Stato Pontificio                     | Cardinale diacono di Sant'Adriano al Foro                                                                       | Abate commendatario di Grottaferrata | 08/12/1573 | 06/03/1591 |
| Ottavio Acquaviva d'Aragona                    | Regno di Napoli                      | Cardinale diacono di San Giorgio in Velabro                                                                     | Legato apostolico di Avignone | 1560       | 06/03/1591 |
| Jerzy Radziwiłł                                | Confederazione polacco-lituana       | Cardinale presbitero di San Sisto                                                                               | Vescovo di Cracovia | 31/05/1556 | 12/12/1583 |
| Simeone Tagliavia d'Aragona                    | Regno di Sicilia                     | Cardinale diacono di Santa Maria degli Angeli, titolo pro hac vice                                              | Vice-protettore di Spagna | 20/05/1550 | 12/12/1583 |
| Gianfrancesco Morosini                         | Repubblica di Venezia                | Cardinale presbitero di Santa Maria in Via                                                                      | Vescovo di Brescia; Abate commendatario di Leno | 30/09/1537 | 15/07/1587 |
| Federico Borromeo                              | Ducato di Milano                     | Cardinale diacono di San Nicola in Carcere                                                                      | Arcivescovo metropolita di Milano | 18/08/1564 | 18/12/1587 |
| Agostino Cusani                                | Ducato di Milano                     | Cardinale presbitero di San Lorenzo in Panisperna                                                               | Amministratore apostolico di Tolosa; Legato apostolico di Avignone; Abate commendatario di Aurillac                                                       | 1542       | 14/12/1588 |
| Alessandro di Ottaviano de' Medici di Ottajano | Granducato di Toscana                | Cardinale presbitero dei Santi Giovanni e Paolo, eletto papa con il nome di Leone XI nel conclave di marzo 1605 | Arcivescovo metropolita di Firenze; Prevosto di Santo Stefano di Prato                                                                                    | 02/06/1535 | 12/12/1583 |
| Giulio Canani                                  | Ducato di Ferrara                    | Cardinale presbitero di Sant'Anastasia                                                                          | Vescovo di Modena | 1524       | 12/12/1583 |
| Agostino Valier                                | Repubblica di Venezia                | Cardinale presbitero di San Marco                                                                               | Vescovo di Verona | 07/04/1531 | 12/12/1583 |
| Ottavio Paravicini                             | Stato Pontificio                     | Cardinale presbitero di San Giovanni a Porta Latina                                                             | Vescovo di Alessandria | 11/07/1552 | 06/03/1591 |
| Giovanni Evangelista Pallotta                  | Stato Pontificio                     | Cardinale presbitero di San Crisogono                                                                           | Arciprete della Basilica di San Pietro in Vaticano, Presidente della Fabbrica di San Pietro                                                               | 06/02/1548 | 18/12/1587 |
| Vincenzo Laureo                                | Regno di Napoli                      | Cardinale presbitero di San Clemente                                                                            | Vescovo di Mondovì; Nunzio apostolico emerito nel Ducato di Savoia                                                                                        | 23/03/1523 | 12/12/1583 |
| Guido Pepoli                                   | Stato Pontificio                     | Cardinale diacono dei Santi Cosma e Damiano                                                                     | Tesoriere generale della Camera Apostolica | 05/05/1560 | 20/12/1589 |
| Gregorio Petrocchini                           | Stato Pontificio                     | Cardinale presbitero di Sant'Agostino                                                                           | Priore generale dell'Ordine di Sant'Agostino | 20/02/1536 | 20/12/1589 |
| Anton Maria Salviati                           | Stato Pontificio                     | Cardinale presbitero di Santa Maria della Pace                                                                  | Nunzio apostolico emerito in Francia | 21/01/1537 | 12/12/1583 |
| Filippo Spinola                                | Repubblica di Genova                 | Cardinale presbitero di Santa Sabina                                                                            | Vescovo emerito di Nola | 01/12/1535 | 12/12/1583 |
| Mariano Pierbenedetti                          | Stato Pontificio                     | Cardinale presbitero dei Santi XII Apostoli                                                                     | Vescovo di Martirano | 1538       | 20/12/1589 |
| Paolo Emilio Sfondrati                         | Ducato di Milano                     | Cardinale presbitero di Santa Cecilia                                                                           | Legato apostolico di Bologna; Prefetto del Supremo Tribunale della Segnatura Apostolica                                                                   | 21/03/1560 | 19/12/1590 |
| Scipione Lancellotti                           | Stato Pontificio                     | Cardinale presbitero di San Salvatore in Lauro                                                                  | Segretario dei Brevi Apostolici | 01/12/1527 | 12/12/1583 |
| Francesco Sforza                               | Ducato di Parma e Piacenza           | Cardinale diacono di Santa Maria in Via Lata                                                                    | Legato apostolico di Romagna | 06/11/1562 | 12/12/1583 |
| Francesco Maria Bourbon del Monte Santa Maria  | Repubblica di Venezia                | Cardinale presbitero dei Santi Quirico e Giulitta                                                               | | 05/07/1549 | 14/12/1588 |
| Giovanni Antonio Facchinetti de Nuce           | Stato Pontificio                     | Cardinale presbitero dei Santi Quattro Coronati                                                                 | | 10/03/1575 | 18/12/1591 |

### Cardinali assenti
| Nome                        | Paese               | Titolo                                                       | Ruolo                                                                                                   | Nascita    | Concistoro |
| --------------------------- | ------------------- | ------------------------------------------------------------ | --- | ---------- | ---------- |
| Albrecht VII. von Habsburg  | Sacro Romano Impero | Cardinale diacono pro hac vice di Santa Croce in Gerusalemme | Viceré del Portogallo                                                                                   | 15/11/1559 | 03/03/1577 |
| Rodrigo de Castro Osorio    | Regno di Spagna     | Cardinale presbitero dei Santi XII Apostoli                  | Arcivescovo metropolita di Siviglia                                                                     | 05/03/1523 | 12/12/1583 |
| Gaspar de Quiroga y Vela    | Regno di Spagna     | Cardinale presbitero di Santa Balbina                        | Arcivescovo metropolita di Toledo, Primate di Spagna; Inquisitore generale di Spagna                    | 13/01/1512 | 15/12/1578 |
| Carlo II di Borbone-Vendôme | Regno di Francia    | Cardinale diacono                                            | Amministratore apostolico di Bayeux                                                                     | 19/08/1562 | 12/12/1583 |
| András Báthory              | Regno d'Ungheria    | Cardinale diacono di Sant'Angelo in Pescheria                | Principe-Vescovo di Varmia                                                                              | 1562       | 04/07/1584 |
| Pierre de Gondi             | Regno di Francia    | Cardinale presbitero di San Silvestro in Capite              | Vescovo di Parigi; Abate commendatario di Saint-Maur-des-Fossés e Quimperlé                             | 1533       | 18/12/1587 |
| Hugues Loubenx de Verdalle  | Regno di Francia    | Cardinale diacono di Santa Maria in Portico Octaviae         | Gran Maestro del Sovrano Militare Ordine di Malta                                                       | 13/04/1531 | 18/12/1587 |
| Filippo Sega                | Stato Pontificio    | Cardinale presbitero                                         | Vescovo di Piacenza                                                                                     | 22/08/1537 | 18/12/1591 |
| Charles III de Lorraine     | Regno di Francia    | Cardinale diacono di Sant'Agata dei Goti                     | Principe-Vescovo di Metz; Abate commendatario di Gorze                                                  | 01/07/1567 | 20/12/1589 |
| Philippe de Lénoncourt      | Regno di Francia    | Cardinale presbitero di Sant'Onofrio                         | Prefetto della Congregazione dell'Indice dei libri proibiti; Abate commendatario di Moutiers-Saint-Jean | 1527       | 16/11/1586 |